# Gimagin
Gimagin (anciennement Ginger Studios) est une société française de production de jeux vidéo fondé en 2003 et disparue en 2010. Elle était basée à Paris.

## Historique
L'entreprise a été fondée en 2003 sous le nom de Ginger Studios par des vétérans de l'industrie du jeu vidéo puis s'est appelée Gimagin en 2007. Elle comptait une dizaine d'employés. 
Gimagin a fermé ses portes en mai 2010.

## Ludographie
- 2006 : Fort Boyard, le jeu (PC, Nintendo DS)
- 2007 : À prendre ou à laisser (PC, DS)
- 2007 : Deviens Miss France (PC, DS)
- 2008 : 1 contre 100 (PC, DS)
- 2008 : La Méthode Boscher (DS)
- 2008 : Mon ami le poney (DS)
- 2009 : Chasseur de serpents (DS)